# 2019-es Titans-RX szezon
A 2019-es Titans-RX a széria legelső idényre volt, miután a Globális Ralikrossz bajnokságot újraindították és átnevezték 2018-ban. A bajnokság indulói egységes versenyautóval teljesítették a szezont: az MJP által épített Pantera RX6 versenygéppel. A széria fordulóit az Eurosport közvetítette. Az egyéni bajnok a svéd Kevin Hansen lett, megelőzve testvérét Timmy Hansent.

## Versenynaptár
| Forduló | Esemény                         | Helyszín                                         | Dátum         |
| ------- | ------------------------------- | ------------------------------------------------ | ------------- |
| 1       | TitansRX Rallycross d'Essay     | Circuit des Ducs, Essay                          | június 29.    |
| 2       | TitansRX Rallycross d'Essay     | Circuit des Ducs, Essay                          | június 30.    |
| 3       | TitansRX Rallycross Lydden Hill | Lydden Hill Race Circuit, Denton with Wootton    | július 27.    |
| 4       | TitansRX Rallycross Lydden Hill | Lydden Hill Race Circuit, Denton with Wootton    | július 28.    |
| 5       | TitansRX Rallycross Montalegre  | Circuito Internacional De Montalegre, Montalegre | augusztus 10. |
| 6       | TitansRX Rallycross Montalegre  | Circuito Internacional De Montalegre, Montalegre | augusztus 11. |
| 7       | TitansRX Rallycross MJP Arena   | MJP Racing Arena, Altenburg                      | szeptember 7. |
| 8       | TitansRX Rallycross MJP Arena   | MJP Racing Arena, Altenburg                      | szeptember 8. |
| 9       | TitansRX Rallycross Nyirád      | Nyirádi Motorsport Centrum, Nyirád               | október 5.    |
| 10      | TitansRX Rallycross Nyirád      | Nyirádi Motorsport Centrum, Nyirád               | október 6.    |
| 11      | TitansRX Rallycross Estering    | Estering, Buxtehude                              | október 19.   |
| 12      | TitansRX Rallycross Estering    | Estering, Buxtehude                              | október 20.   |

## Versenyzők
| Konstruktőr | Autó        | Gumi | Külső                   | #   | Versenyző                    | Forduló    |
| ----------- | ----------- | ---- | ----------------------- | --- | ---------------------------- | ---------- |
| MJP         | Pantera RX6 | H    | Audi A1                 | 6   | Reinhold Sampl               | Összes     |
| MJP         | Pantera RX6 | H    | Audi A1                 | 57  | Toomas Heikkinen             | Összes     |
| MJP         | Pantera RX6 | H    | Audi A1                 | 3   | Nelson Piquet Jr.            | 1–4        |
| MJP         | Pantera RX6 | H    | Audi A1                 | 4   | Oliver Webb                  | 5–8, 11–12 |
| MJP         | Pantera RX6 | H    | Audi A1                 | 46  | Turi Tamás                   | 9–10       |
| MJP         | Pantera RX6 | H    | Audi A1                 | 55  | Andreas Steffen              | 1, 3–4     |
| MJP         | Pantera RX6 | H    | Audi A1                 | 42  | Craig Breen                  | 2, 5–8     |
| MJP         | Pantera RX6 | H    | Audi A1                 | 48  | Dietmar Brandt               | 9–10       |
| MJP         | Pantera RX6 | H    | Audi A1                 | 37  | René Münnich                 | 11–12      |
| MJP         | Pantera RX6 | H    | Audi A1                 | 22  | Perry McCarthy               | 3–9        |
| MJP         | Pantera RX6 | H    | Audi A1                 | 38  | Mandie August                | 11–12      |
| MJP         | Pantera RX6 | H    | Mercedes-Benz A-Osztály | 10  | Lukács "Csucsu" Kornél       | Összes     |
| MJP         | Pantera RX6 | H    | Mercedes-Benz A-Osztály | 177 | Andrew Jordan                | 3–8        |
| MJP         | Pantera RX6 | H    | Mercedes-Benz A-Osztály | 47  | Ramona Karlsson              | 9–10       |
| MJP         | Pantera RX6 | H    | Mercedes-Benz A-Osztály | 96  | Kevin Eriksson               | 11–12      |
| MJP         | Pantera RX6 | H    | Mercedes-Benz A-Osztály | 4   | Oliver Webb                  | 3–4        |
| MJP         | Pantera RX6 | H    | Mercedes-Benz A-Osztály | 50  | Tom Coronel                  | 5–6        |
| MJP         | Pantera RX6 | H    | Mercedes-Benz A-Osztály | 55  | Andreas Steffen              | 7–12       |
| MJP         | Pantera RX6 | H    | Hyundai i30             | 25  | Tamara Molinaro              | Összes     |
| MJP         | Pantera RX6 | H    | Hyundai i30             | 90  | Ronny "C'Rock" Wechselberger | Összes     |
| MJP         | Pantera RX6 | H    | Hyundai i30             | 74  | Jérôme Grosset-Janin         | Összes     |
| MJP         | Pantera RX6 | H    | Hyundai i30             | 21  | Timmy Hansen                 | Összes     |
| MJP         | Pantera RX6 | H    | Hyundai i30             | 71  | Kevin Hansen                 | Összes     |
| MJP         | Pantera RX6 | H    | Hyundai i30             | 11  | Antoine Massé                | 1–2        |
| MJP         | Pantera RX6 | H    | Hyundai i30             | 30  | Abbie Eaton                  | 3–4, 7–12  |
| MJP         | Pantera RX6 | H    | Hyundai i30             | 7   | Iván Ares                    | 5–6        |
| MJP         | Pantera RX6 | H    | Hyundai i30             | 20  | Hayden Paddon                | 1–2, 7–8   |
| MJP         | Pantera RX6 | H    | Hyundai i30             | 40  | Dan Rooke                    | 3–4        |
| MJP         | Pantera RX6 | H    | Hyundai i30             | 60  | Armindo Araújo               | 5–6        |
| MJP         | Pantera RX6 | H    | Hyundai i30             | 12  | Werner Panhauser             | 9–12       |

## Eredmények
| Forduló | Esemény                         | Pálya                                                                                   | Kategória          | Győztes versenyző    | Győztes csapat             |
| ------- | ------------------------------- | --------------------------------------------------------------------------------------- | ------------------ | -------------------- | -------------------------- |
| 1       | TitansRX Rallycross d'Essay     | Circuit des Ducs                                                                        | TitansRX           | Toomas Heikkinen     |                            |
| 1       | TitansRX Rallycross d'Essay     | Circuit des Ducs                                                                        | Division 3         | Maxime Sordet        |                            |
| 1       | TitansRX Rallycross d'Essay     | Circuit des Ducs                                                                        | Division 4         | Geoffroy Blanchard   |                            |
| 2       | TitansRX Rallycross d'Essay     | Circuit des Ducs                                                                        | TitansRX           | Timmy Hansen         | Hansen Motorsport          |
| 2       | TitansRX Rallycross d'Essay     | Circuit des Ducs                                                                        | Division 3         | Benoît Morel         |                            |
| 2       | TitansRX Rallycross d'Essay     | Circuit des Ducs                                                                        | Division 4         | Geoffroy Blanchard   |                            |
| 3–4     | TitansRX Rallycross Lydden Hill | Lydden Hill Race Circuit                                                                | TitansRX (1. nap)  | Toomas Heikkinen     |                            |
| 3–4     | TitansRX Rallycross Lydden Hill | Lydden Hill Race Circuit                                                                | TitansRX (2. nap)  | Kevin Hansen         | Hansen Motorsport          |
| 3–4     | TitansRX Rallycross Lydden Hill | Lydden Hill Race Circuit                                                                | Supercar           | René Münnich         | Münnich Motorsport         |
| 3–4     | TitansRX Rallycross Lydden Hill | Lydden Hill Race Circuit                                                                | Group B            | Steve Harris         |                            |
| 3–4     | TitansRX Rallycross Lydden Hill | Lydden Hill Race Circuit                                                                | Super Retro        | John Cross           |                            |
| 3–4     | TitansRX Rallycross Lydden Hill | Lydden Hill Race Circuit                                                                | Retro              | Terry Moore          |                            |
| 3–4     | TitansRX Rallycross Lydden Hill | Lydden Hill Race Circuit                                                                | Junior RX          | Roberts Vītols       | Peter Gwynne Motorsport    |
| 5–6     | TitansRX Rallycross Montalegre  | Circuito Internacional De Montalegre                                                    | TitansRX (1. nap)  | Kevin Hansen         | Hansen Motorsport          |
| 5–6     | TitansRX Rallycross Montalegre  | Circuito Internacional De Montalegre                                                    | TitansRX (2. nap)  | Timmy Hansen         | Hansen Motorsport          |
| 5–6     | TitansRX Rallycross Montalegre  | Circuito Internacional De Montalegre                                                    | Super1600          | Joaquim Machado      |                            |
| 5–6     | TitansRX Rallycross Montalegre  | Circuito Internacional De Montalegre                                                    | Kartcross          | Antón Muíños         |                            |
| 7       | TitansRX Rallycross MJP Arena   | MJP Racing Arena                                                                        | TitansRX           | Toomas Heikkinen     |                            |
| 7       | TitansRX Rallycross MJP Arena   | MJP Racing Arena                                                                        | SuperTouringCar    | Karl Schadenhofer    |                            |
| 8       | TitansRX Rallycross MJP Arena   | MJP Racing Arena                                                                        | TitansRX           | Timmy Hansen         | Hansen Motorsport          |
| 8       | TitansRX Rallycross MJP Arena   | MJP Racing Arena                                                                        | SuperTouringCar    | Jos Sterkens         |                            |
| 9       | TitansRX Rallycross Nyirád      | Nyirád Motorsport Centrum Archiválva 2019. augusztus 6-i dátummal a Wayback Machine-ben | TitansRX           | Timmy Hansen         | Hansen Motorsport          |
| 9       | TitansRX Rallycross Nyirád      | Nyirád Motorsport Centrum Archiválva 2019. augusztus 6-i dátummal a Wayback Machine-ben | Supercar           | Kárai Tamás          | Kárai Motorsport Egyesület |
| 10      | TitansRX Rallycross Nyirád      | Nyirád Motorsport Centrum Archiválva 2019. augusztus 6-i dátummal a Wayback Machine-ben | TitansRX           | Kevin Hansen         | Hansen Motorsport          |
| 10      | TitansRX Rallycross Nyirád      | Nyirád Motorsport Centrum Archiválva 2019. augusztus 6-i dátummal a Wayback Machine-ben | Supercar           | René Münnich         | Münnich Motorsport         |
| 11–12   | TitansRX Rallycross Estering    | Estering                                                                                | TitansRX (1. nap)  | Jérôme Grosset-Janin |                            |
| 11–12   | TitansRX Rallycross Estering    | Estering                                                                                | TitansRX (2. nap)  | Kevin Hansen         | Hansen Motorsport          |
| 11–12   | TitansRX Rallycross Estering    | Estering                                                                                | Spezialcross-Buggy | Bernd Stubbe         |                            |

### Pontrendszer
Az utolsó fordulón dupla pontokat osztanak.
| Helyezés | 1. | 2. | 3. | 4. | 5. | 6. | 7. | 8. | 9. | 10. | 11. | 12. | 13. | 14. | 15. |              | 2× |
| -------- | -- | -- | -- | -- | -- | -- | -- | -- | -- | --- | --- | --- | --- | --- | --- | ------------ | -- |
| Pont     | 25 | 22 | 20 | 18 | 16 | 14 | 12 | 10 | 8  | 6   | 5   | 4   | 3   | 2   | 1   | Dupla pontok |    |

### Versenyzők
| Helyezés | Versenyző                    | FRA | FRA | GBR | GBR | POR | POR | AUT | AUT | HUN | HUN | DEU | DEU | Pont |
| 1        | Kevin Hansen                 | 2   | 2   | 3   | 1   | 1   | 2   | 2   | 3   | 3   | 1   | 2   | 1   | 317  |
| 2        | Timmy Hansen                 | 7   | 1   | 2   | 2   | 3   | 1   | 5   | 1   | 1   | 2   | 4   | 5   | 282  |
| 3        | Toomas Heikkinen             | 1   | 3   | 1   | 4   | 4   | 3   | 1   | 2   | 2   | 4   | 3   | 6   | 281  |
| 4        | Jérôme Grosset-Janin         | 3   | 4   | 10  | 15  | 9   | 12  | 6   | 6   | 4   | 3   | 1   | 3   | 213  |
| 5        | Tamara Molinaro              | 9   | 9   | 6   | 6   | 13  | 6   | 8   | 5   | 5   | 14  | 11  | 4   | 151  |
| 6        | Lukács "Csucsu" Kornél       | 12  | 5   | 11  | 10  | 7   | 5   | 9   | 13  | 6   | 11  | 5   | 8   | 141  |
| 7        | Ronny "C'Rock" Wechselberger | 6   | 8   | 7   | 5   | 10  | 8   | 7   | HN  | HN  | 12  | 7   | 9   | 124  |
| 8        | Andreas Steffen              | 5   |     | 8   | 8   |     |     | 15  | 8   | 7   | 6   | 8   | 11  | 103  |
| 9        | Craig Breen                  |     | 6   |     |     | 5   | 4   | 4   | 4   |     |     |     |     | 84   |
| 10       | Oliver Webb                  |     |     | 4   | 9   | 8   | 10  | 10  | 12  |     |     | 14  | 7   | 80   |
| 11       | Kevin Eriksson               |     |     |     |     |     |     |     |     |     |     | 6   | 2   | 72   |
| 12       | Andrew Jordan                |     |     | 13  | 3   | 2   | 7   | 11  | 11  |     |     |     |     | 67   |
| 13       | Abbie Eaton                  |     |     | 12  | 13  |     |     | 13  | 7   | 10  | 5   | 10  | 12  | 64   |
| 14       | Hayden Paddon                | 4   | 7   |     |     |     |     | 3   | 9   |     |     |     |     | 58   |
| 15       | Reinhold Sampl               | 8   | 10  | 14  | 14  | 12  | 15  | 12  | 14  | 8   | 8   | 15  | 15  | 55   |
| 16       | Perry McCarthy               |     |     | 15  | 7   | 15  | 14  | 14  | 10  | 12  |     |     |     | 28   |
| 17       | René Münnich                 |     |     |     |     |     |     |     |     |     |     | 9   | 10  | 28   |
| 18       | Nelson Piquet Jr.            | 10  | 12  | 9   | 12  |     |     |     |     |     |     |     |     | 22   |
| 19       | Iván Ares                    |     |     |     |     | 6   | 9   |     |     |     |     |     |     | 22   |
| 20       | Dan Rooke                    |     |     | 5   | 11  |     |     |     |     |     |     |     |     | 21   |
| 21       | Werner Panhauser             |     |     |     |     |     |     |     |     | 13  | 10  | 13  | 13  | 21   |
| 22       | Turi Tamás                   |     |     |     |     |     |     |     |     | 9   | 7   |     |     | 20   |
| 23       | Mandie August                |     |     |     |     |     |     |     |     |     |     | 12  | 14  | 12   |
| 24       | Antoine Massé                | 11  | 11  |     |     |     |     |     |     |     |     |     |     | 10   |
| 25       | Armindo Araújo               |     |     |     |     | 11  | 11  |     |     |     |     |     |     | 10   |
| 26       | Dietmar Brandt               |     |     |     |     |     |     |     |     | 14  | 9   |     |     | 10   |
| 27       | Ramona Karlsson              |     |     |     |     |     |     |     |     | 11  | 13  |     |     | 8    |
| 28       | Tom Coronel                  |     |     |     |     | 14  | 13  |     |     |     |     |     |     | 5    |
| Helyezés | Versenyző                    | FRA | FRA | GBR | GBR | POR | POR | AUT | AUT | HUN | HUN | DEU | DEU | Pont |